# Гібридна трава
Гібридна трава або армована натуральна трава — це продукт, створений шляхом поєднання натуральної газонної трави з армувальними синтетичними волокнами. Застосовується для стадіонів і тренувальних полів, що використовуються для футболу, регбі, американського футболу та крикету. Армована натуральна трава також може бути використана для проведення заходів та концертів. Синтетичні волокна, включені в кореневу зону, роблять траву міцнішою та стійкішою до пошкоджень.
Перше покоління гібридної трави з'явилося в 1990-х роках. Коріння трави перепліталося з сумішшю ґрунту та синтетичних волокон, коли вона росла. Існують три основні методи введення синтетичних волокон у прикореневу зону.
Перший — це ін'єкція волокон у пісок за допомогою тафтингової машини.
Другий спосіб полягає у змішуванні волокон, пробки та піску в автоматизованій установці, яка потім встановлюється на полі. Система була створена лабораторією французького державного університету.
Третій спосіб полягає в тому, щоб покласти на поверхню килим або мат з тканими або ворсистими волокнами, потім засипається пісок або піщані суміші, щоб утримати волокна у вертикальному положенні, і, нарешті, зверху висівається травосуміш. Природна трава проростає крізь килимок і стабілізує систему. Такі системи називаються гібридними травосумішами на основі килимових покриттів.